# Chanté Adams
Chanté Adams (Detroit, 16 dicembre 1994) è un'attrice statunitense.
È nota per essere stata in ambito cinematografico la protagonista della pellicola Roxanne Roxanne (2017) per il quale ha ricevuto il Sundance Special Jury Prize for Breakthrough Performance e per aver preso parte al cast del film Le parole che voglio dirti (2021), per la sua interpretazioni in ambito televisivo nella serie Ragazze vincenti - La serie (2022).

## Filmografia parziale

### Cinema
- Roxanne Roxanne (2017)
- Le parole che voglio dirti (2021)

### Televisione
- Ragazze vincenti - La serie (2022)